# Phineas and Ferb (jogo eletrônico)
Phineas e Ferb é um jogo eletrônico de ação publicado pela Disney Interactive Studios para o console Nintendo DS baseado na série homônima. O jogo foi lançado em fevereiro de 2009 na América do Norte e na Europa e em setembro do mesmo ano na Oceania.
O jogador controla Phineas Flynn e seu meio-irmão Ferb Fletcher através de níveis baseados no enredo básico da série, no qual os personagens participam de tramas e aventuras nas férias de verão.